# Ellehøjskolen
Ellekærskolen er en folkeskole i det vestlige Århus beliggende på Jernaldervej. Skolen har cirka 300 elever og indeholder klassetrin fra 0. til 10. klasse. Der findes flere specialklasser, hvori børn med særlige indlæringsvanskeligheder går.
Den 1. august 2020 fusionerede Ellekærskolen og Tovshøjskolen og genopstod som Ellehøjskolen på Ellekærskolens matrikel.